# William Dandjinou
Pour les articles homonymes, voir Dandjinou.
William Dandjinou (né le 1er octobre 2001 à Sherbrooke) est un patineur de vitesse sur piste courte canadien.

## Biographie
Avec sa stature impressionnante sur la glace, William Dandjinou est un membre de l’équipe canadienne de courte piste depuis 2019.
Il a été élève du Collège Stanislas à Montréal. 
Dandjinou est un quintuple médaillé des Jeux du Canada d’hiver de 2019 présentés à Red Deer, grâce à sa récolte de trois médailles d’or et deux d’argent avec l’équipe du Québec. Il a aussi représenté le Canada aux Championnats du monde juniors en 2019 et 2020, se hissant à trois occasions parmi les 20 meilleurs dans les distances individuelles.
Dandjinou a fait ses débuts sur le circuit de la Coupe du monde au cours de la saison 2019-2020, participant à trois compétitions et méritant son meilleur classement en carrière avec une cinquième place au relais mixte présenté à Salt Lake City. Il a aussi fait ses premiers pas aux Championnats du monde la saison suivante, où il a terminé cinquième comme membre de l’équipe masculine de relais.
Il participe à ses premières compétitions mondiales lors de la Coupe du monde de patinage de vitesse sur piste courte 2019-2020. Il est remplaçant de l'équipe du Canada lors des épreuves de patinage de vitesse sur piste courte aux Jeux olympiques de 2022.
Il est champion canadien en octobre 2023.